# 黄国昌
黄 国昌（こう こくしょう、フアン・グォチャン、1973年〈民国62年〉8月19日 - ）は、中華民国（台湾）出身の法学者、弁護士、政治家。台湾民衆党所属の立法委員。2019年3月1日まで時代力量の党首を務め、2023年に台湾民衆党に入党した。2025年1月1日に党主席であった柯文哲が離任し、主席代理に党中央委員会から互選された。同年2月15日に主席補欠選挙が行われ、黄が全体の96％の票を獲得して当選した。

## 略歴
1973年8月19日、台北県汐止鎮（現：新北市汐止区）に生まれた。私立及人高級中学初中部・台北市立建国高級中学卒業。1995年に国立台湾大学で学んだ後、アメリカへ渡り、コーネル大学で造詣を深めた。また、東京大学でも1年間研究をした。帰国後は国立高雄大学、私立東海大学で講師、母校台大のほか、国立台北大学副教授を担任している。2006年には中央研究院法律研究所に入所し、在任中にフルブライト・プログラムで再渡米している。政治団体澄社に所属していた。
2014年、330反服貿運動のパレードに参加し、その際の活躍ぶりから「戦神」の異名で呼ばれるようになった。

## 政治思想
時代力量の創設メンバーである。彼は台湾独立運動を支持していた。

## 立法委員
2015年7月26日、第九回中華民国立法委員選挙に時代力量で出馬することを表明する 。2016年1月投開票の第九回立法委員選挙で80508票を獲得し当選。同年2月1日に第九回立法委員に就任。
当選後の初会期（第9-1回）の登院時は出席率、質疑率とも100%と皆勤。ネットでは「CP（コストパフォーマンス）が最高の立法委員」とも評価を受けた。
2017年12月16日に自身の罷免に関する選挙が実施されたが、選挙結果は立法委員続投であった。
2018年10月に発生した宜蘭線普悠瑪号脱線事故では、寄せられた内部資料を元に台湾鉄路管理局（台鉄）の杜撰な体制を暴露、立法院で台鉄上層部と監督官庁である交通部の幹部官僚および閣僚（交通部長）を、2019年10月の南方澳大橋崩落事故では橋の管理責任者たちを追及し、戦神の異名に違わぬ奮闘をみせている。また、2020年中華民国総統選挙の候補者だった韓国瑜（中国国民党）にまつわる様々な疑惑を追及した。
2019年1月に党主席辞任を表明、3月1日をもってその座を退いた。

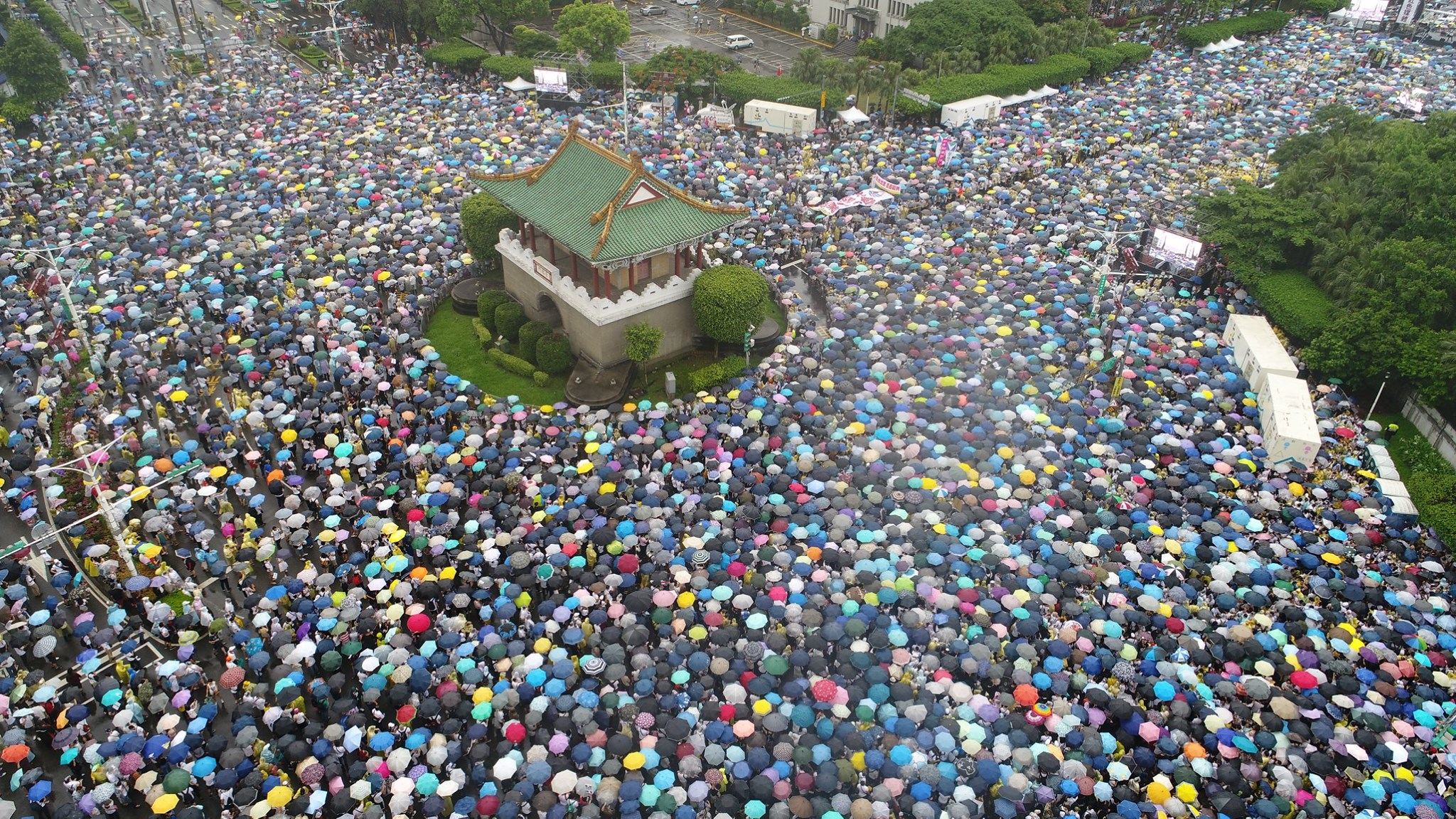
反親中メディアデモ（凱達格蘭大道、2019年6月23日）

2019年6月、香港の逃亡犯条例改正案に伴う反送中デモは台湾にも広がり、そこから飛び火した中国時報などの国内親中メディアへの反対デモには、実業家でYouTuberの館長こと陳之漢とともに参加した。
第十回中華民国立法委員選挙では不分区（比例代表）の序列4番目で立候補し、党自体も得票率を伸ばしたものの3議席獲得にとどまったため当選には至らなかった。任期満了後は地元での法律事務所再開を表明している。

## エピソード
戦神の異名とは裏腹に、2015年の立法委員立候補表明時にはハリウッド映画の主人公マイティ・ソーに扮し、台湾の政治家では半ば恒例行事となっているコスプレ姿を披露。その後も度々チャレンジしているが、「沈黙の艦隊」に登場するやまと艦長の海江田四郎に扮したときは、「こちら葛飾区亀有公園前派出所」の両津勘吉や、日本のコスプレイヤーえなこに似ていると言われ、「鋼の錬金術師」の登場人物ロイ・マスタング大佐に扮したときは「名探偵コナン」の怪盗キッドに似ていると言われてしまうなど、完成度の点でやや辛口評価が下されている。

## 家族
- 妻：高翔
- 岳父：高熙治（恒合建設、瑋石建設、恒合営造総経理）
- 岳母：劉美珠（籍貫山東省竜口市）

## 受賞
及人中学校友会第三期傑出校友。
2013年中央研究院年輕学者研究著作賞。

## 2016年立法委員選挙

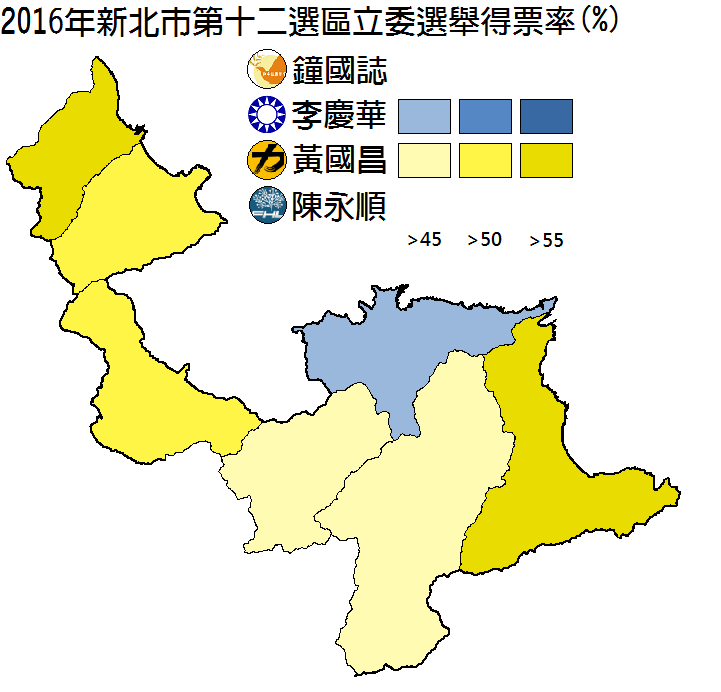
得票分布

| 候補者番号 | 候補者名 | 性別     | 生年     | 政党            | 得票数   | 得票率  | 当落   |
| ---------- | -------- | -------- | -------- | --------------- | -------- | ------- | ------ |
| 1          | 鐘国誌   | 男       | 1981     | 和平鴿聯盟党    | 2,548    | 1.63%   |        |
| 2          | 李慶華   | 男       | 1948     | 中国国民党      | 68,318   | 43.71%  |        |
| 3          | 黄国昌   | 男       | 1973     | 時代力量        | 80,508   | 51.51%  |        |
| 4          | 陳永順   | 男       | 1965     | FH 信心希望聯盟 | 4,892    | 3.13%   |        |
| 有権者数   | 有権者数 | 有権者数 | 有権者数 | 有権者数        | 有権者数 | 251,191 | [ 26 ] |
| 投票者数   | 投票者数 | 投票者数 | 投票者数 | 投票者数        | 投票者数 | 160,121 | [ 26 ] |
| 有効票     | 有効票   | 有効票   | 有効票   | 有効票          | 有効票   | 156,266 | [ 26 ] |
| 無効票     | 無効票   | 無効票   | 無効票   | 無効票          | 無効票   | 3,855   | [ 26 ] |
| 投票率     | 投票率   | 投票率   | 投票率   | 投票率          | 投票率   | 63.74%  | [ 26 ] |